# Forte de Rachol

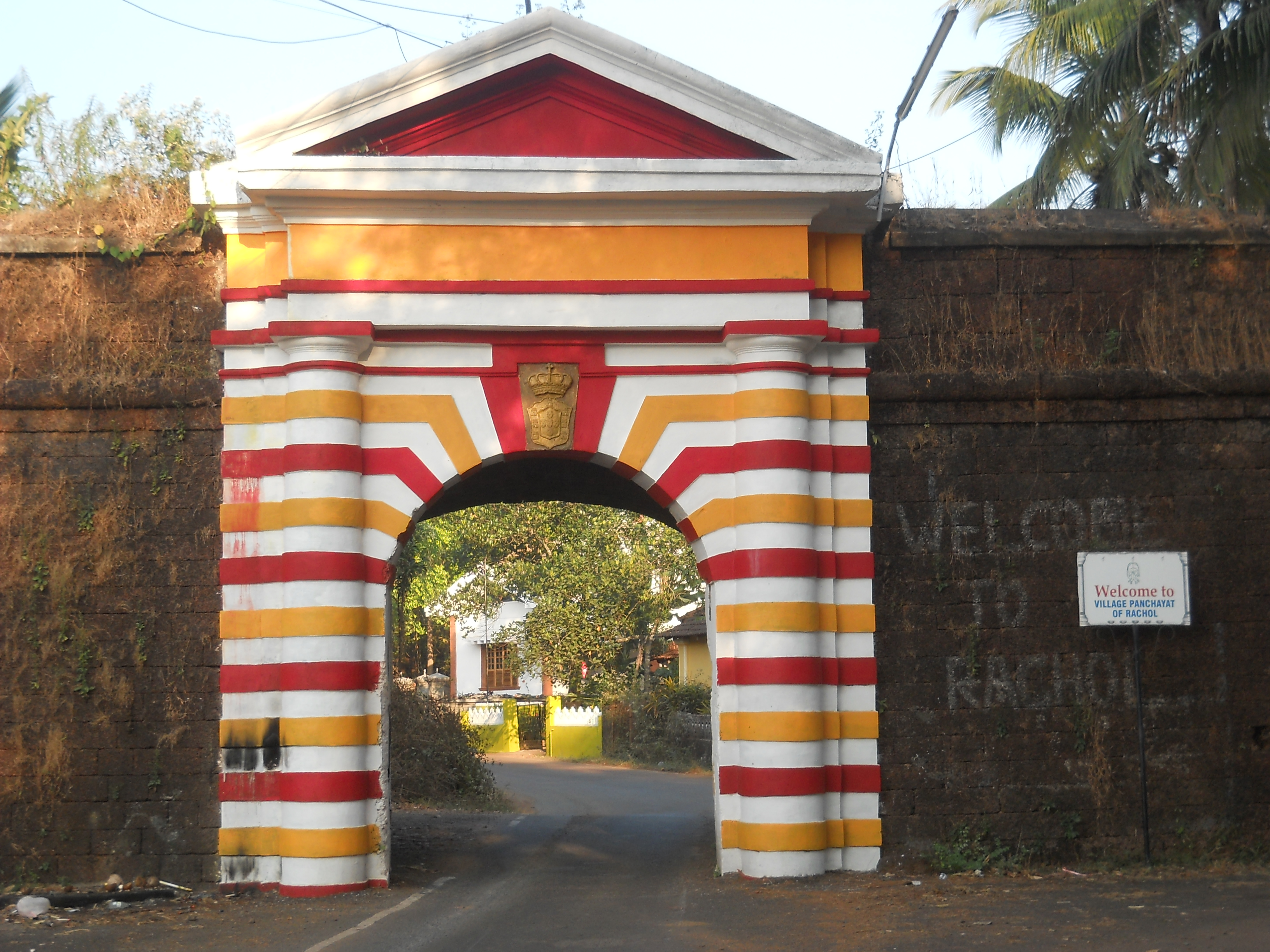
Arco do Forte de Rachol

O forte de Rachol foi conquistada em 1520 pelo Krishnarav, imperador do reino de 'Vijayanagara', ao sultanato de Bijapur então sob comando de Ismail Adil Shah. Cedeu-o no mesmo ano aos portugueses em troca de protecção contra os muçulmanos do norte.

## História
Foi originalmente erguido pelo sultanato de Bijapur, então governado por Ismail Adil Shah, para defesa da margem esquerda do rio Zuari. Conquistado em 1520 pelo Krishnarav, imperador do reino de Vijayanagara, este cedeu-o no mesmo ano aos portugueses em troca de protecção contra os muçulmanos do norte.
Ocupado por forças portuguesas, foi por estes reformado, sendo-lhe acrescentados dois baluartes em 1604. Entre os séculos XVI e XVII encontrava-se artilhado por uma centena de peças, quantidade expressiva à época.
Após o cerco que lhe foi imposto pelo líder Marata Sambaji em 1684, foi reformado por determinação do Vice-rei do Estado Português da Índia, D. Francisco de Távora, 1° conde de Alvor, conforme inscrição epigráfica, que reza:
"SENDO O CONDE DE ALVOR VICE-REI DA INDIA MANDOU REFORMAR ESTA FORTALEZA DEPOIS DE SE DEFENDER DO CERCO DE SAMBAGY, EM 22 DE ABRIL DE 1684."
Sofreu nova campanha de reforma em 1745, por determinação de Pedro Miguel de Almeida Portugal e Vasconcelos, 1° marquês de Alorna.
Atualmente encontra-se severamente arruinado, mas ainda podem ser observados o antigo portão de armas encimado pelo brasão de armas da monarquia portuguesa, e alguns trechos das muralhas e do fosso.
O seu portão encontra-se atualmente protegido pelo governo de Goa, Damão e Diu desde 1983.